# Bretteville-le-Rabet
Bretteville-le-Rabet település Franciaországban, Calvados megyében. Lakosainak száma 297 fő (2022. január 1.). Bretteville-le-Rabet Cauvicourt, Estrées-la-Campagne, Grainville-Langannerie, Soignolles és Urville községekkel határos.

## Népesség
A település népességének változása:
| Lakosok száma | 116  | 133  | 175  | 248  | 280  | 297  | 305  | 305  | 303  | 297  |
|               | 1968 | 1982 | 1990 | 2006 | 2013 | 2015 | 2017 | 2019 | 2020 | 2022 |